# فلوآلپرازولام
فلوآلپرازولام (انگلیسی: Flualprazolam) یک آرام‌بخش از دسته تریازولوبنزودیازپین‌ها (TBZD) است که بنزودیازپین‌ها (BZD) هستند که با یک حلقه تری‌آزول ترکیب شده‌اند. این دارو نخستین بار در سال ۱۹۷۶ سنتز شد، اما هرگز به بازار عرضه نشد. می‌توان آن را به عنوان نسخه تری آزولو فلودیازپام دید. این ماده دارای اثر آرام‌بخش است.